# شهرستان ژنگنینگ
شهرستان ژنگنینگ (به لاتین: Zhengning County) یک شهرستان‌های جمهوری خلق چین در چین است که در کینگیانگ واقع شده‌است.